# Still Walking
Still Walking (歩いても 歩いても Aruitemo aruitemo?) es una película dramática japonesa de 2008 editada, escrita y dirigida por Hirokazu Kore-eda. El film fue aplaudido por la crítica y ganó el Premio Golden Astor a la mejor película del Festival Internacional de Cine de Mar del Plata de 2008.

## Argumento
La familia Yokoyama se reúne cada año para recordar la figura del hermano mayor, Junpei, que accidentalmente murió ahogado al salvar a un niño. Al padre Kyohei, un doctor retirado, y su madre Toshiko se les une su hijo sobreviviente Ryota, que hace poco se ha casado con una viuda (Yukari) con un hijo pequeño (Atsushi), y su hija Chinami, su esposo y sus dos hijos. A Ryota le molesta saber que Junpei era el hijo favorito, cuyas pertenencias aún no han sido tocadas por Toshiko, y que sus padres atribuyen recuerdos positivos de él a Junpei; un amargado Kyohei, que todavía está de luto por su hijo, siempre se ha sentido decepcionado de que Ryota se dedicara a la restauración de arte en lugar de convertirse en médico y hacerse cargo del negocio familiar como Junpei. Mientras tanto, Chinami impulsa la idea de mudarse con su familia a la casa de sus padres ancianos para poder cuidarlos.

## Reparto
- Hiroshi Abe como Ryota Yokoyama
- Yui Natsukawa como Yukari Yokoyama
- You como Chinami Kataoka
- Kazuya Takahashi como Nobuo Kataoka
- Shohei Tanaka como Atsushi Yokoyama
- Susumu Terajima como repartidor de Sushi
- Kirin Kiki como Toshiko Yokoyama
- Yoshio Harada como Kyohei Yokoyama

## Acogida de la crítica
Still Walking recibió el elogio de la crítica. Trevor Johnston de Sight & Sound escribió que "uno posiciona  Still Walking  en el firmamento de los logros cinematográficos de Japón, una cosa es segura: está allí con los maestros."
Por otro lado, en España, Alberto Bermejo del diario El Mundo comentaba que "Lo mejor: La fluidez de una narración en la que parece reflejarse una cotidianeidad inundada de matices."